# Evippa kirchshoferae
Evippa kirchshoferae är en spindelart som beskrevs av Roewer 1959. Evippa kirchshoferae ingår i släktet Evippa och familjen vargspindlar.
Artens utbredningsområde är Tunisien. Inga underarter finns listade i Catalogue of Life.